# Theodulgletscher

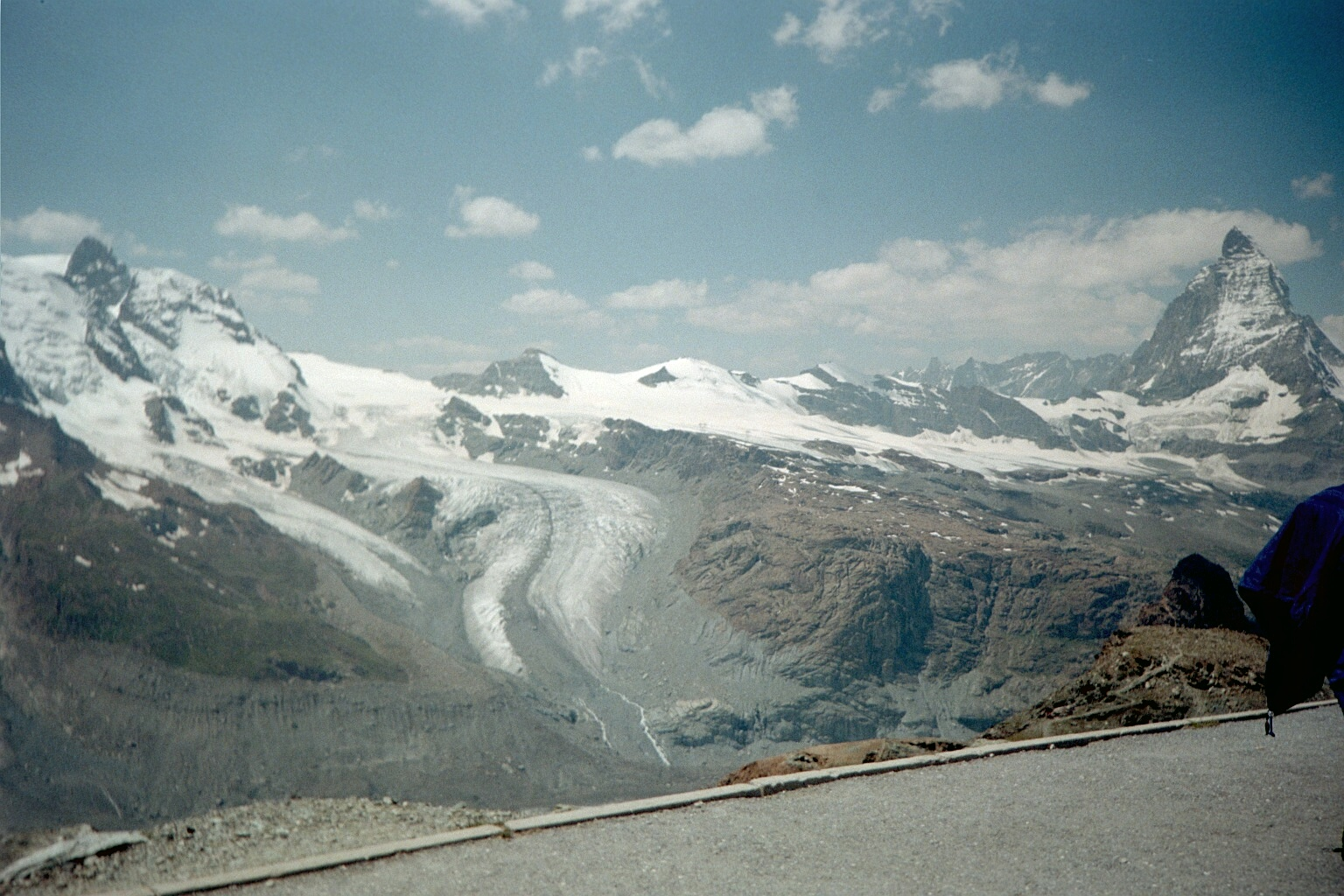
Theodulgletscher zwischen Breithorn (links) und Matterhorn (rechts) vom Gornergrat aus gesehen

Der Name Theodulgletscher bezeichnet zwei zusammenhängende Gletscher in den Walliser Alpen südlich von Zermatt, im Schweizer Kanton Wallis, die zum System des Gornergletschers gehören:
- Unterer Theodulgletscher, ein Talgletscher mit einer Länge von rund 7 km, einer durchschnittlichen Breite von 1 km und einer Fläche von ungefähr 10 km² 622634 / 89373Koordinaten: 45° 57′ 20″ N, 7° 43′ 50″ O; CH1903: 622634 / 89373,
- Oberer Theodulgletscher, ein 2 km langer Hanggletscher, der eine Fläche von rund 4 km² bedeckt 620542 / 90106.

## Lage

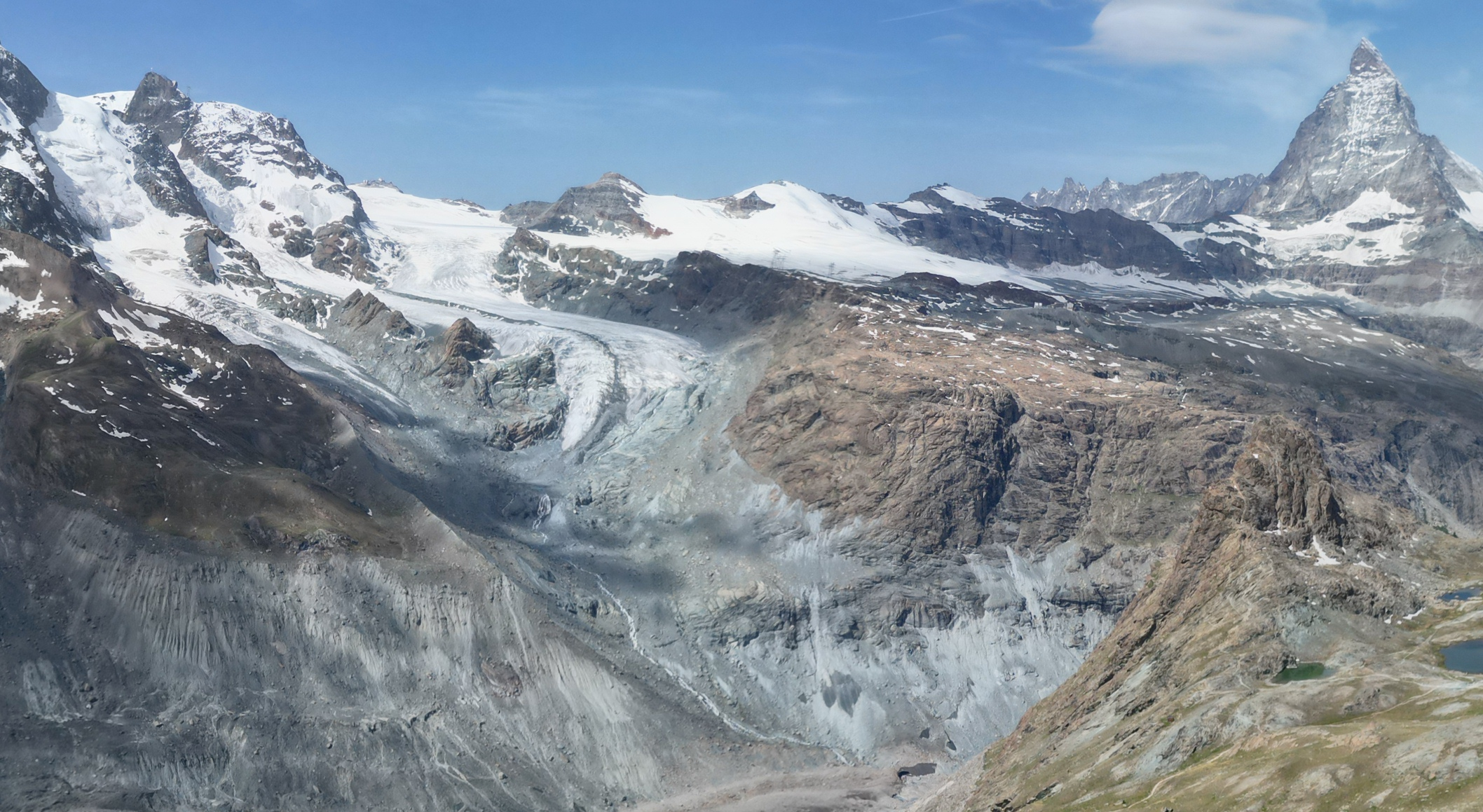
Zum Vergleich der Gletscherlänge ein Foto aus dem Jahr 2022, gut sichtbar die felsigen Lichenbretter mit Trockener Steg

Der Theodulgletscher hat seinen Ursprung an der West- und Südwestflanke des Breithorns sowie auf der vergletscherten Gobba di Rollin (3899 m ü. M.) an der Grenze zwischen Italien und der Schweiz. Das weite Firnfeld auf 3800 m wird auch Breithornplateau genannt. Es ist mit dem Ghiacciaio di Valtournenche, dem Glacier d'Aventine und dem Grande Ghiacciaio di Verra auf der italienischen Seite des Monte-Rosa-Massivs verbunden. Der Gletscher fliesst nun nach Norden entlang der Westflanke des Felsgipfels des Kleinen Matterhorns  und teilt sich östlich des Theodulhorns (3468 m ü. M.) in zwei verschiedene Ströme auf. Der Hauptteil des Eisstroms bewegt sich nach Nordosten in ein Tal und wird ab hier als eigentlicher Unterer Theodulgletscher bezeichnet. Von rechts mündet nun zunächst der Kleinmatterhorngletscher aus dem engen steilen Tal zwischen dem Kleinen Matterhorn und dem Breithorn, und etwas weiter unten erhielt der Untere Theodulgletscher noch Eisnachschub durch den Triftjigletscher (2 km lang, 1,5 km² Fläche) von der Nordflanke des Breithorns. Die Gletscherzunge endet heute auf einer Höhe von ungefähr 2400 m kurz oberhalb des Gornergletschers; die Verbindung ist in den letzten Jahren abgeschmolzen.
Der zweite Arm des Gletschers fliesst gerade nach Norden auf ein Hochplateau, das Plateau Rosa, hinaus und bildet mit dem vom Theodulhorn und dem Furgghorn (3453 m ü. M.) kommenden Eis den Oberen Theodulgletscher, der in weiten Bereichen eine Neigung von etwa 15 % aufweist. Gegen Westen hängt der Obere Theodulgletscher mit dem am Ostfuss des Matterhorns gelegenen Furgggletscher zusammen.

## Kleine Eiszeit
Während des Hochstadiums der Kleinen Eiszeit um die Mitte des 19. Jahrhunderts hatte der Theodulgletscher eine deutlich grössere Masse als heute. Besonders gut ist dies im Bereich der ehemaligen Mündung in den Gornergletscher zu erkennen, wo die Seitenmoränen aus dem 19. Jahrhundert fast 100 m über der heutigen Gletscheroberfläche liegen. Nach dem Rückzug des Oberen Theodulgletschers entstand auf dem unteren Teil des Felsplateaus im Gletschervorfeld eine eigentliche Seenplatte. Zahlreiche kleine Seen füllen heute die Vertiefungen zwischen den glattgeschliffenen Rundhöckern aus.

## Erschliessung
Das Gebiet des Theodulgletschers ist durch Luftseilbahnen von Zermatt wie auch vom italienischen Breuil-Cervinia aus erreichbar. Eine Luftseilbahn führt auf das 3883 m hohe Kleine Matterhorn und erschliesst das höchste Skigebiet der Alpen. Skilifte auf dem Oberen Theodulgletscher und bis zum Breithornplateau hinauf ermöglichen hier das Sommerskifahren.
Über die Eisfläche des Oberen Theodulgletschers zum Theodulpass (3301 m) führte seit der römischen Zeit ein bedeutender Saumweg, der das Mittelwallis mit dem östlichen Teil des Aostatals verband.

## Baggerarbeiten für den Skiweltcup
Die Vorbereitungsarbeiten für die Rennen des Alpinen Skiweltcup 2023/24 waren umstritten. Eine Umweltorganisation konnte für jene Bereiche auf Schweizer Seite, welche ausserhalb des Perimeters des homologierten Skigebiets liegen, einen Baustopp erwirken. Die Baukommission des Kantons Wallis bestätigte am 24. Oktober 2023, dass ein kleiner Teil der Installationen ausserhalb des genehmigten Skigebiets liegt und hat für diesen ein Nutzungsverbot ausgesprochen, jedoch mit Ausnahmen der Sicherheitsnetze. Die Sache ins Rollen gebracht hatte der Verein «Klima-Anwälte:innen», der die Interessen von WWF, Pro Natura und Mountain Wilderness Schweiz vertritt.